# Mazaricos

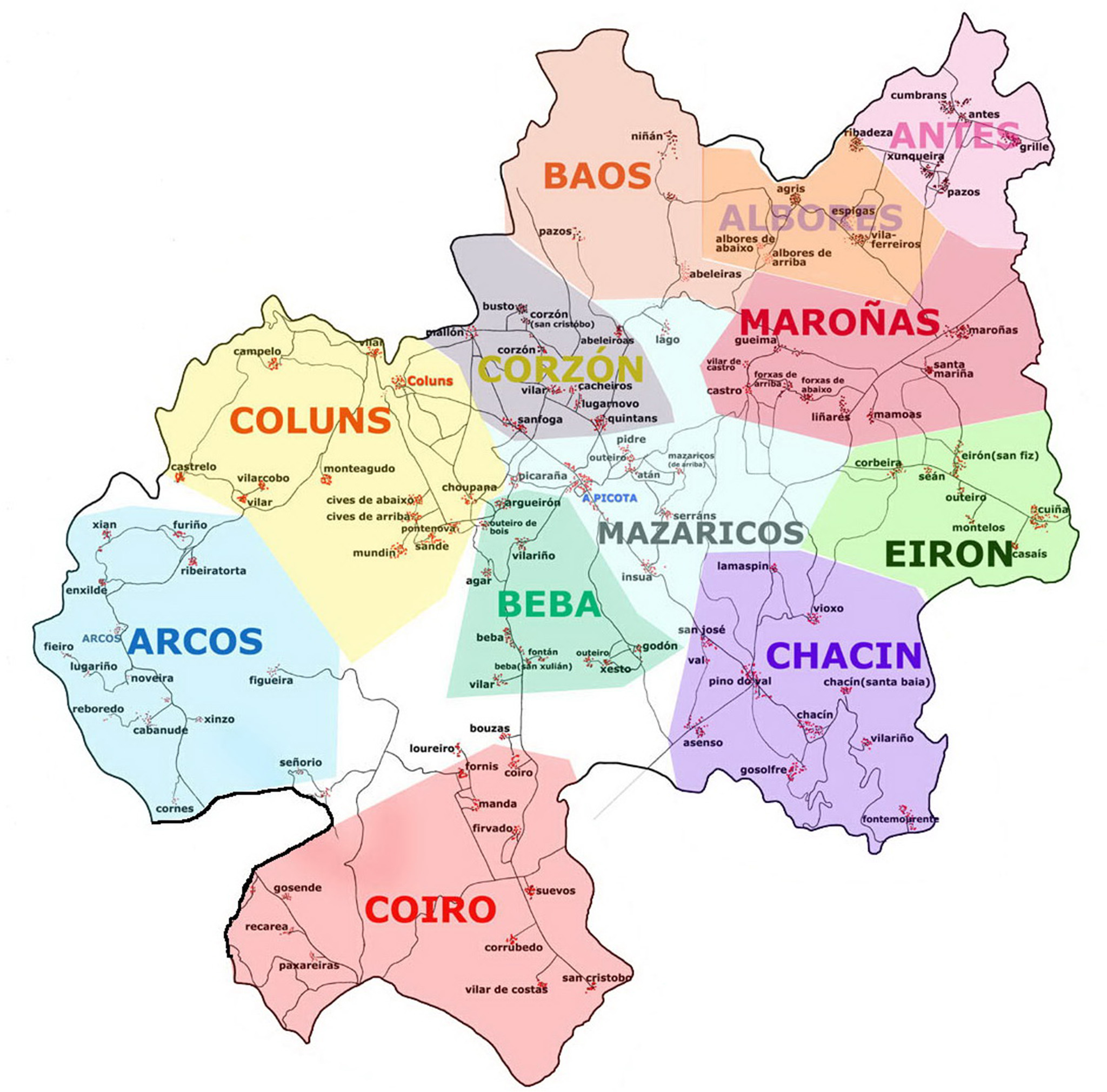
Carte de paroisses

Mazaricos est une commune de la province de La Corogne en Espagne située dans la communauté autonome de Galice.